# Еліо Рохас
Еліо Рохас (англ. Elio Rojas, 25 вересня 1982, Вілья-Ріва, Дуарте) — домініканський професійний боксер, призер чемпіонату світу серед аматорів, чемпіон світу за версією WBC (2009—2010) в напівлегкій вазі.

## Аматорська кар'єра
На чемпіонаті світу 2001 Еліо Рохас завоював бронзову медаль.
- В 1/16 фіналу переміг Віталіюса Філіповаса (Латвія) — 14-7
- В 1/8 фіналу переміг Арлана Лерір (Філіппіни) — 14-10
- У чвертьфіналі переміг Стіва Фостера (Англія) — 25-16
- У півфіналі програв Агасі Агагюль-огли (Туреччина) — 18-22

2002 року, здобувши три перемоги, у тому числі над Нехомаром Серменьйо (Венесуела) у півфіналі і над Лікар Рамос Конча (Колумбія) у фіналі, став чемпіоном Ігор Центральної Америки і Карибського басейну.

## Професіональна кар'єра
На профірингу Еліо Рохас дебютував 2004 року. Впродовж 2004—2007 років здобув дев'ятнадцять перемог, а 13 липня 2007 року зазнав першої поразки.
14 липня 2009 року в Токіо вийшов на бій проти чемпіона світу за версією WBC в напівлегкій вазі японця Ао Такахіро і здобув перемогу одностайним рішенням суддів. У лютому 2010 року захистив титул в бою проти Гути Еспадаса, а у вересні 2010 року був позбавлений звання чемпіона через отриману травму і неможливість провести черговий захист.
28 квітня 2012 року вийшов на бій проти нового чемпіона світу WBC в напівлегкій вазі Джонні Гонсалеса (Мексика) і програв йому одностайним рішенням суддів.
30 липня 2016 року програв технічним нокаутом в п'ятому раунді Майкі Гарсія (США) і завершив кар'єру.